# Dale!
¡Dale! es el primer álbum de estudio de la banda de rock Catupecu Machu, publicado en el año 1997. El grupo, conformado como trío, estaba integrado por Gabriel Ruiz Díaz en bajo, Fernando Ruiz Díaz en guitarra y voz y Abril Sosa en batería.
Luego de transitar el under porteño, en 1997 editan en forma independiente, "Dale!" llamando la atención de la escena musical de Argentina por su novedosa propuesta y sus viscerales shows en vivo. Fue producido, grabado y mezclado por Gabriel Ruiz Díaz en el propio estudio del grupo, “La Sala”, entre mayo y agosto de 1997.

Las canciones "¡Dale!" y "La Polca" fueron elegidas como cortes de difusión para las radios. Dichos temas también serían promocionados en forma de videoclip para MTV. El videoclip de "Dale!", el primero de la banda, fue dirigido por Cristian Gielmetti y fue emitido en 1997; por su parte, el video de "La Polca" fue dirigido por Juan Baldana y Leo Aramburu y se emitió por televisión en 1997.
El tema "El lugar" tiene un error al final del track, donde se escucha se escucha un final alternativo de una toma del mismo tema grabada anteriormente.

## Lista de canciones
| N.º | Título                        | Letras                        | Música                                    | Duración |  |
| 1.  | «Todo Pasa, Todo Queda»       | Fernando Ruiz Díaz            | F. Ruiz Díaz, Gabriel Ruiz Díaz           | 2:29     |  |
| 2.  | «Calavera Deforme»            | F. Ruiz Díaz                  | F. Ruiz Díaz, G. Ruiz Díaz, Marcelo Baraj | 4:30     |  |
| 3.  | «Los Tres Deseos»             | F. Ruiz Díaz                  | F. Ruiz Díaz, G. Ruiz Díaz                | 4:24     |  |
| 4.  | «El Lugar»                    | G. Ruiz Díaz                  | F. Ruiz Díaz, G. Ruiz Díaz                | 3:53     |  |
| 5.  | «Apieré Omapare Piaroló»      | F. Ruiz Díaz                  | F. Ruiz Díaz, G. Ruiz Díaz, Abril Sosa    | 2:25     |  |
| 6.  | «Elevador»                    | F. Ruiz Díaz                  | F. Ruiz Díaz, G. Ruiz Díaz                | 3:27     |  |
| 7.  | «Come Together» (The Beatles) | John Lennon, Paul McCartney   | Lennon, McCartney                         | 4:13     |  |
| 8.  | «Mil Voces Finas»             | F. Ruiz Díaz                  | F. Ruiz Díaz, G. Ruiz Díaz                | 4:18     |  |
| 9.  | «Dale!»                       | F. Ruiz Díaz, Roberto Coppola | F. Ruiz Díaz, G. Ruiz Díaz                | 5:09     |  |
| 10. | «La Polca»                    | F. Ruiz Díaz                  | F. Ruiz Díaz, G. Ruiz Díaz                | 4:41     |  |
| 11. | «Ritual»                      | F. Ruiz Díaz                  | F. Ruiz Díaz, G. Ruiz Díaz, Sosa          | 5:25     |  |
| 12. | «La Llama»                    | F. Ruiz Díaz                  | F. Ruiz Díaz, G. Ruiz Díaz                | 3:56     |  |
| 13. | «Le Di Sol»                   | F. Ruiz Díaz                  | F. Ruiz Díaz, G. Ruiz Díaz                | 3:19     |  |
| 14. | «Hay Casi Un Metro Al Agua»   | F. Ruiz Díaz                  | F. Ruiz Díaz, G. Ruiz Díaz, Sosa          | 4:10     |  |
| 15. | « »                           |                               |                                           | 1:00     |  |
| 16. | «El Sueño»                    | G. Ruiz Díaz                  | F. Ruiz Díaz, G. Ruiz Díaz                | 5:23     |  |

## Personal
- Fernando Ruiz Díaz - Voz y guitarra.
- Gabriel Ruiz Díaz - Bajo, guitarra, coros y voz en "El Lugar".
- Abril Sosa - Batería.